# Écluse de Lalande
L'écluse de Lalande est une écluse à bassins doubles du canal du Midi. Construite vers 1674, elle se trouve à 98,2 km de Toulouse à 116 m d'altitude. Les écluses adjacentes sont l'écluse d'Herminis à l'est et l'écluse de Villeséque, à l'ouest.
Elle est située sur la commune de Carcassonne en limite de la commune de Pennautier dans le département de l'Aude en région Occitanie.